# Westkappel
Westkappel (officieel: West-Cappel; Frans-Vlaams: Westkappel) is een gemeente in de Franse Westhoek, in het Franse Noorderdepartement. De gemeente ligt in Frans-Vlaanderen in de streek het Houtland. Westkappel grenst aan de volgende gemeenten: Warrem, Rekspoede, Bambeke, Wormhout, Wilder en Kwaadieper. De gemeente telt ruim 500 inwoners.

## Geschiedenis en naam
In 1045 werd de naam "Arnouts Capple" vermeld voor Westkappel in een oorkonde. In 1406
Westkappel was het eigendom van Robert de Cappel, kamerheer van de hertog van Bourgondië.
In mei 1940 vonden er gevechten plaats tussen de Duitse troepen en de achterhoede van de Franse troepen, in het kader van de Slag om Duinkerke.

## Bezienswaardigheden
- De Sint-Silvesterkerk (Église Saint-Sylvestre), (16e eeuw)
- Het Kasteel van de Briarde (Château de la Briarde), een kasteel met slotgracht, gelegen bij het dorpscentrum.
- Op het Kerkhof van Westkappel bevinden zich bijna 70 Britse oorlogsgraven met gesneuvelden uit de Tweede Wereldoorlog.

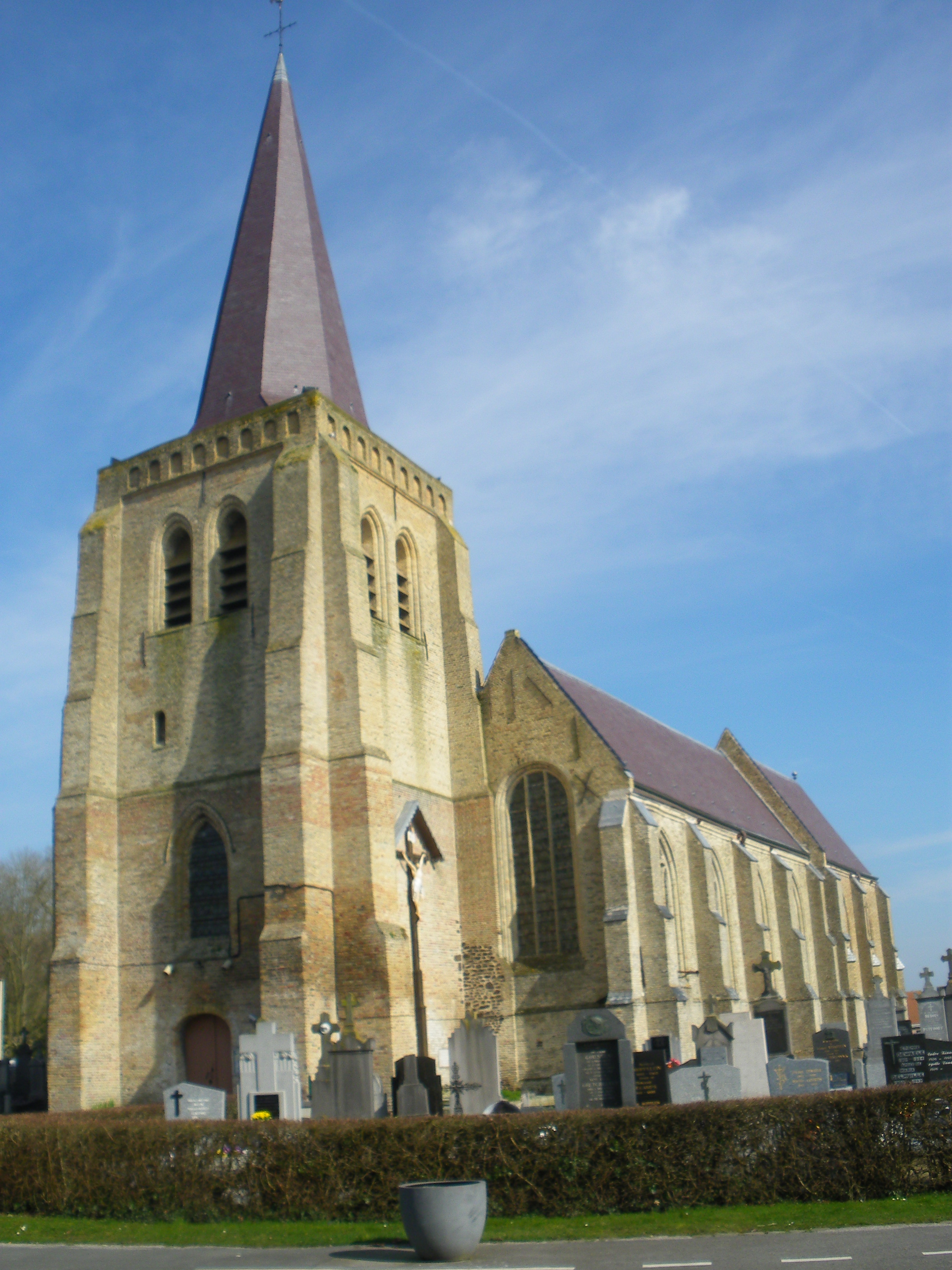
De Sint-Silvesterkerk
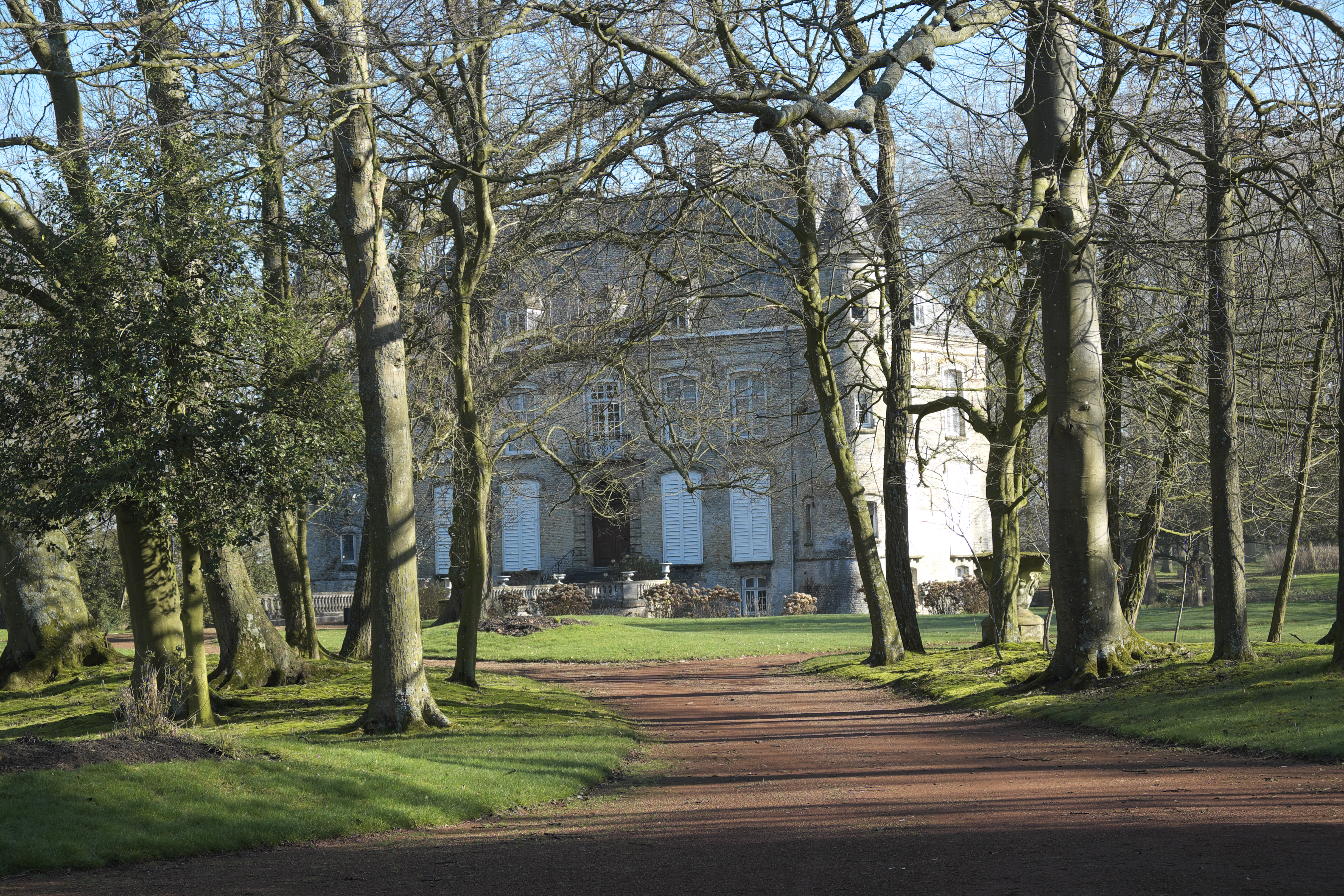
Het Kasteel van de Briarde
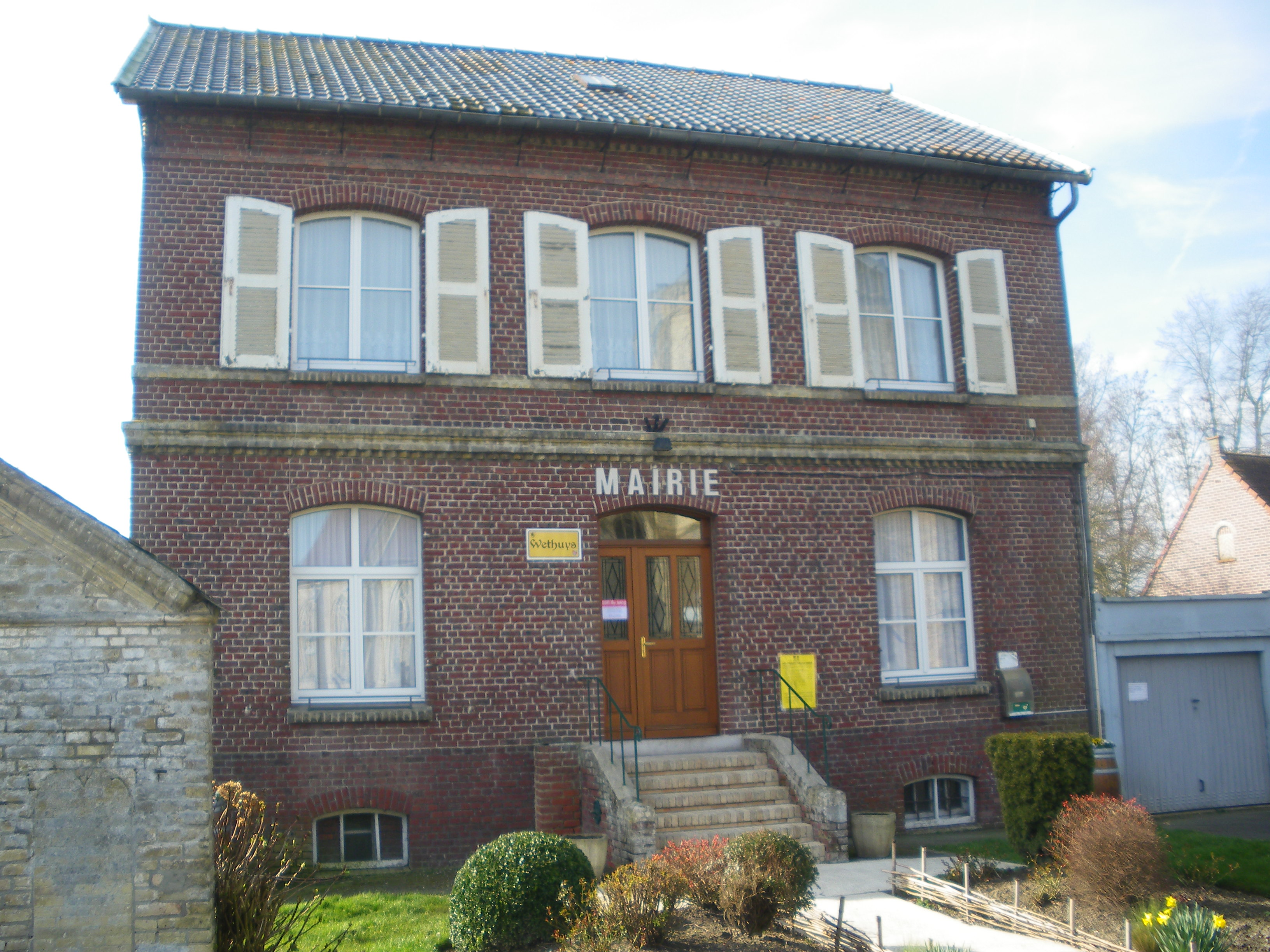
Het gemeentehuis van Westkappel
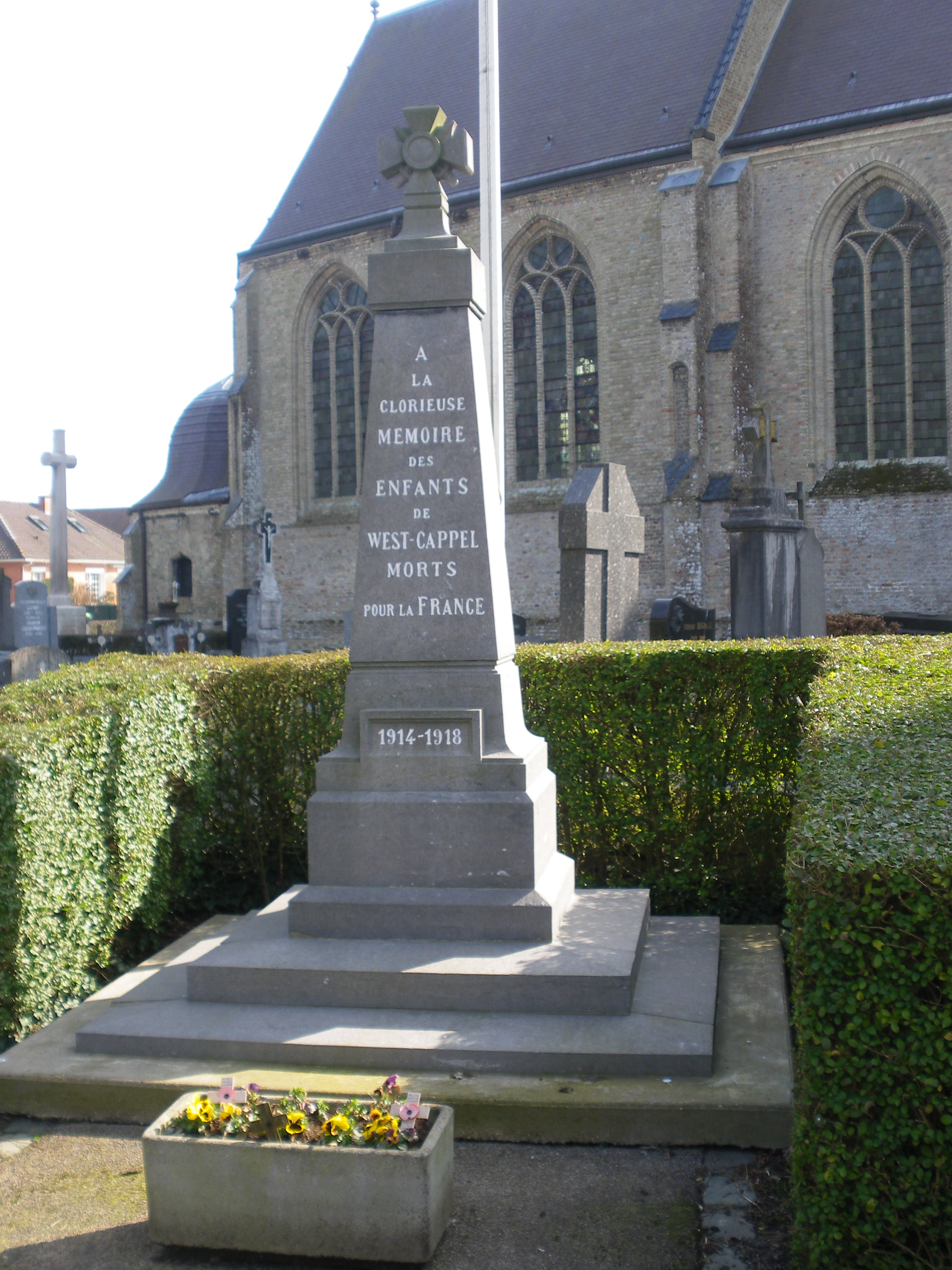
Het monument voor de gesneuvelden

## Natuur en landschap
Westkappel ligt op een hoogte van 1-20 meter, aan de rand van het West-Vlaamse poldergebied, het Blootland.

## Demografie
Onderstaande figuur toont het verloop van het inwonertal (bron: INSEE-tellingen).

## Nabijgelegen kernen
Rekspoede, Wilder, Hooimille, Sint-Winoksbergen